# Frankie et Alice
Pour plus de détails, voir Fiche technique et Distribution.
Frankie et Alice (Frankie and Alice) est un film canadien réalisé par Geoffrey Sax, sorti en 2010.

## Synopsis
En proie à des troubles du comportement, Frankie Murdoch consulte un médecin, le Dr. Oz, qui diagnostique un syndrome de personnalité multiple : Frankie laisse parfois la place à Alice, qui représente la part violente et raciste d’elle-même.

## Fiche technique
- Titre : Frankie et Alice
- Titre original : Frankie and Alice
- Réalisation : Geoffrey Sax
- Scénario : Cheryl Edwards, Marko King, Mary King, Jonathan Watters, Joe Shrapnel, Anna Waterhouse
- Histoire : Oscar Janiger, Philip Goldberg, Cheryl Edwards
- Chef décorateur : Linda Del Rosario, Richard Paris
- Décorateur de plateau : Mark Lane
- Costumes : Ruth E. Carter
- Maquillage : Norma Hill-Patton (makeup artist: Halle Berry)
- Directeur de la photographie : Newton Thomas Sigel
- Montage : David M. Richardson
- Musique : Andrew Lockington
- Production : 
  - Producteur : Halle Berry, Vince Cirrincione, Simon DeKaric, Hassain Zaidi
  - Producteur exécutif : Brendan Ferguson, Abhi Rastog, John Roy, Shawn Williamson
- Société(s) de production : Access Motion Pictures, F & A Production Services, Reality Pictures In Motion
- Pays d’origine :  Canada
- Année : 2010
- Langue originale : anglais
- Format : couleur – 35 mm – 2,35:1
- Genre : biographie, drame
- Durée : 101 minutes
- Dates de sortie :
  -  États-Unis : 9 novembre 2010 (AFI Film Festival)
  -  France : 17 mai 2010 (Cannes Film Festival)

## Distribution
- Halle Berry (VF : Géraldine Asselin) : Frankie / Alice
- Stellan Skarsgård (VF : Jacques Frantz) : Dr. Oz
- Phylicia Rashād : Edna
- Chandra Wilson : Maxine
- Alex Diakun : Hal
- Joanne Baron : Nurse Susan Shaw (VF : Blanche Ravalec)
- Brian Markinson : Dr Backman
- Matt Frewer : Dr Strassfield
- Rosalyn Coleman : Pearl
- Sean Tyson : Rich Fat Cat
- James Nichol Kirk : Bobby (VF : Rémi Caillebot)
- Melanie Papalia : Tina (VF : Zina Khakhoulia)
- Kira Clavell : Wanda
- Joey Bothwell : Trish
- Adrian Holmes : Cliff

Source VF : Fiche de doublage du film sur RS Doublage

## Distinctions
Sauf indication contraire ou complémentaire, les informations mentionnées dans cette section proviennent de la base de données IMDb.
Pour ce film, Halle Berry est nommée aux Golden Globes, dans la catégorie Meilleure actrice dans un film dramatique. C'est d'ailleurs la quatrième fois qu'elle est nommée à cette cérémonie, ce qui fait d'elle la première actrice noire à être nommée plusieurs fois pour cette catégorie. 

### Récompenses
- African-American Film Critics Association 2010 : Meilleure actrice pour Halle Berry
- NAACP Image Awards 2011 : 
  - Meilleure actrice pour Halle Berry
  - Meilleur film indépendant
- Prism Award 2011 : Meilleure actrice pour Halle Berry

### Nominations
- BET Awards 2011 : Meilleure actrice pour Halle Berry
- Golden Globes 2011 : Meilleure actrice dans un film dramatique pour Halle Berry
- Prism Award 2011 : Meilleur film